# Michel Daignault
Pour les articles homonymes, voir Daignault.
Michel Daignault, né le 25 juin 1966 à Montréal, est un patineur de vitesse sur piste courte canadien. Son frère Laurent Daignault pratique lui aussi le patinage de vitesse sur piste courte.

## Palmarès

### Jeux olympiques
- Jeux olympiques d'hiver de 1992 à Albertville
  -  Médaillé d'argent en relais sur 5 000 m
- Jeux olympiques d'hiver de 1988 à Calgary (sport de démonstration)
  -  Médaillé d'argent sur 1 000 m
  -  Médaillé de bronze sur 3 000 m
  -  Médaillé de bronze en relais sur 5 000 m